# Сушкова, Екатерина Александровна
Екатери́на Алекса́ндровна Сушко́ва (в замужестве Хвостова; 1812—1868) — русская мемуаристка из рода Сушковых. Сестра писательницы Елизаветы Лодыженской, двоюродная сестра поэтессы Е. П. Ростопчиной и писательницы Елены Ган. В 1838 г. вышла замуж за дипломата А. В. Хвостова. Посмертно в 1870 г. были опубликованы её записки, содержащие ценные сведения о Лермонтове.

## Биография
Екатерина Александровна родилась 18 марта 1812 года в Симбирске. С младенчества была разлучена с родителями и до трёх лет воспитывалась в доме деда Василия Михайловича Сушкова (1747—1819), бывшего симбирского губернатора. После, до шести лет, проживала с родителями в Пензе, а потом в Москве. Семейная жизнь родителей, Александра Васильевича Сушкова и Анастасии Павловны (1789—1828), урождённой княжны Долгоруковой, не сложилась. По воспоминаниям А. М. Фадеева отец Екатерины: 
… Был страшный игрок и вообще бесшабашного характера. Всю жизнь свою он проводил в скандалах, буйствах и азартной игре. Когда ему в картах везло, он делал себе ванны из шампанского и выкидывал деньги горстями из окна на улицу, а когда не шло - он ставил на карту не только последнюю копейку, но до последнего носового платка своей жены. Нередко его привозили домой всего в крови, после какого-нибудь скандала или дуэли. Понятно, что жизнь молодой женщины при таких условиях была невыносима и содействовала развитию аневризма, который доконал её.
В 1820 году родители Екатерины разъехались. Отец, посчитав, что жена больная сердцем не может воспитывать детей, силой забрал их себе и отдал Екатерину и её младшую сестру Елизавету (1815—1883) на воспитание своей сестре.

В богатом доме своей тетки Марии Васильевны Беклешовой (1792—1863) Екатерина жила до замужества. В 1829 году Екатерину стали вывозить в свет, где она имела успех и поклонников. Многие считали Екатерину суетной и слишком пустой девушкой, возможно это мнение составилось вследствие того, что её тетка Беклешова очень любила свет и держала свой дом открытым. У них была вечная сутолока, обеды и балы. Сама Екатерина признавалась: 
… Что не по влечению ведёт такую суетную жизнь, а из угождения тетке. Мне необходимо бывать много в свете для того, чтобы сделать блестящую партию.

## Знакомство с Лермонтовым
Близкая подруга баронессы Хюгель (урожд. Верещагиной), Екатерина Александровна познакомилась весной 1830 г. в её доме с Лермонтовым. В своих «Записках» Сушкова вспоминала:

У Сашеньки встречала я в это время… неуклюжего, косолапого мальчика лет шестнадцати или семнадцати с красными, но умными, выразительными глазами, со вздёрнутым носом и язвительно-насмешливой улыбкой. Он учился в университетском пансионе, но учёные его занятия не мешали ему быть почти каждый вечер нашим кавалером на гулянье и на вечерах.

Восемнадцатилетняя столичная барышня, у которой были по словам В. П. Желиховской, 

«стройный стан, красивая, выразительная физиономия, черные глаза, сводившие многих с ума, великолепные, как смоль волосы, в буквальном смысле доходившие до пят, бойкость, находчивость и природная острота ума»,

 произвела сильное впечатление на юного поэта. Летом 1830 года в подмосковном имении Столыпиных Середникове, где гостили Лермонтов и Верещагина и куда часто приезжала из соседнего Большакова Сушкова, достигает своего апогея влюбленность Лермонтова в Miss Black-Eyes.

Осенью 1830 г. они расстались до конца 1834 г., когда вновь встретились в Петербурге. К этому времени в жизни обоих произошли большие изменения. Лермонтов стал офицером лейб-гвардии Гусарского полка, за Сушковой прочно установилась репутация кокетки. Она собиралась выйти замуж за Алексея Лопухина, друга Лермонтова. Родные Алексея были против этого брака. О намерениях Лопухина Лермонтов знал из писем Верещагиной, которая, считаясь подругой Екатерины, однако разделяла мнение своей родни на её счёт. Видимо, Верещагина и «благословила» Лермонтова на спасение «чрезвычайно молодого» Алексея от «слишком ранней женитьбы». От былой влюбленности Лермонтова к тому времени не осталось и следа. В письме к Марии Лопухиной, говоря о склонности её брата к Екатерине, он дает Сушковой резкую характеристику: 

«Эта женщина — летучая мышь, крылья которой цепляются за все, что они встречают! — было время, когда она мне нравилась, теперь она почти принуждает меня ухаживать за нею… но, я не знаю, есть что-то такое в её манерах, в её голосе, что-то жесткое, неровное, сломанное, что отталкивает…».

Изобразив влюбленность в Екатерину Александровну, Лермонтов повел с нею расчётливую игру. Не понимая этого, Сушкова, по её словам, действительно в него влюбилась. Позднее, объясняя свой отказ от «верного счастья» с Лопухиным, она писала: 

«Но я безрассудная была в чаду, в угаре от его [Лермонтова] рукопожатий, нежных слов и страстных взглядов… как было не вскружиться моей бедной голове!»

Когда Лопухин вернулся в Москву, Лермонтов в письме к Верещагиной (весной 1835 г.) рассказал о ходе своей интрижки с Сушковой, заключив повествование так: 

«Теперь я не пишу романов — я их делаю. — Итак вы видите, что я хорошо отомстил за слезы, которые кокетство mlle S. заставило меня пролить 5 лет назад; о! Но мы все-таки ещё не рассчитались: она заставила страдать сердце ребёнка, а я только помучил самолюбие старой кокетки».

Эта интрига нашла отражение в незаконченной повести «Княгиня Лиговская», где Сушкова стала прототипом Елизаветы Николаевны Негуровой.

## Сушкова как адресат любовной лирики Лермонтова
В 1830 г. Лермонтов посвящает Екатерине Александровне 11 стихотворений, составивших «сушковский цикл» его любовной лирики. Правда, Сушкова, принимая стихи влюбленного в неё поэта, не скрывала своего насмешливого отношения к его любви.
Сушковский цикл:
- К Сушковой
- Нищий
- «Зови надежду сновиденьем…»
- "Звезда"

## Замужество
Через три года после разрыва с Лермонтовым, в 1838 году Екатерина Александровна вышла замуж за давнего своего поклонника А. В. Хвостова, с которым познакомилась ещё в 1829 году, человека совсем не богатого и не особенно чиновного. Короткое время, когда её муж занимал пост директора дипломатической канцелярии в Тифлисе, Екатерина жила на Кавказе. С начала 1840-х гг. Хвостовы жили за границей — в Венеции, Турине, Марселе и Генуе; Крымская кампания задержала их в России. В 1861 году умер муж Екатерины Александровны, в разгар крестьянской реформы она возвратилась на родину и поселилась уже навсегда в Петербурге; в обычную колею жизни стареющей светской женщины вторгаются заботы о семье, о воспитании трёх подрастающих детей, Владимира, Анастасии и Анны. Как свидетельствуют воспоминания М. И. Семевского, близко знавшего Екатерину Александровну в 1860-х годах:
… Она хорошо была известна как женщина с большим природным умом, не лишенным хотя и светского, но довольно солидного образования, и искренно оказывавшая сочувствие к деятельности наших лучших писателей и музыкантов. В её гостиной в течение последних лет всегда можно было встретить некоторых из наиболее заметных деятелей в области как отечественной словесности, так в особенности музыки. Приветливость Екатерины Александровны, уменье говорить, заметная острота ума делали её беседу довольно интересной.
Скончалась Е. А. Сушкова-Хвостова 10 октября 1868 года в Петербурге после непродолжительной болезни.